# Edzard Schmidt-Jortzig

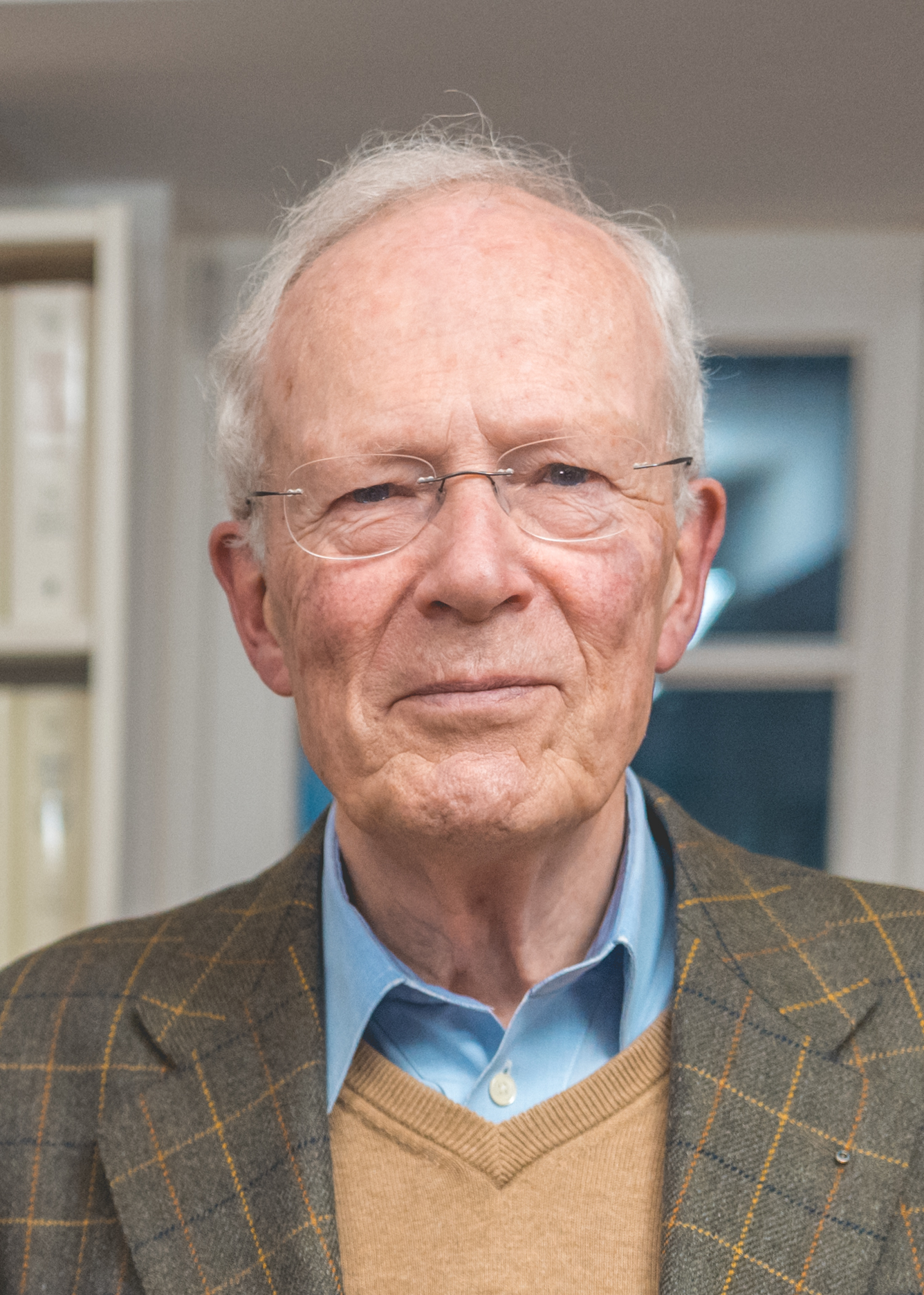
Edzard Schmidt-Jortzig, 2019

Edzard Schmidt-Jortzig (* 8. Oktober 1941 in Berlin als Edzard Schmidt) ist ein deutscher emeritierter Hochschullehrer für Öffentliches Recht und Politiker (FDP). Von 1996 bis 1998 war er Bundesjustizminister.

## Leben
Nach dem Abitur 1961 am Johanneum Lüneburg begann Schmidt-Jortzig an der Rheinischen Friedrich-Wilhelms-Universität Rechtswissenschaft zu studieren. 1962 wurde er Mitglied des Corps Hansea Bonn. Als Inaktiver wechselte er an die Universität Lausanne und die Christian-Albrechts-Universität zu Kiel. 1966 bestand er das Referendarexamen, 1969 folgten das Assessorexamen und an der Universität Kiel die Promotion zum Dr. iur. Er war danach als Kommunaljurist tätig und wechselte 1970 als wissenschaftlicher Assistent an das Institut für Völkerrecht der Georg-August-Universität Göttingen, wo er sich 1976 habilitierte und Privatdozent wurde. 1977 wurde er an die Westfälische Wilhelms-Universität Münster berufen. 1984 folgte er dem Ruf der Christian-Albrechts-Universität auf den Lehrstuhl für Öffentliches Recht. Von 1983 bis 1989 war er Richter im zweiten Haupt- bzw. Nebenamt am Niedersächsischen Oberverwaltungsgericht, von 1989 bis 1990 am Schleswig-Holsteinischen Oberverwaltungsgericht und von 1992 bis 1994 am Verfassungsgerichtshof des Freistaates Sachsen. Er war Doktorvater von Gert Hoffmann und hielt als Dekan die Laudatio auf Klaus von der Groeben bei dessen Ehrenpromotion in Kiel 1992.

### Politik
Seit 1982 Mitglied der Freien Demokratischen Partei, zog Schmidt-Jortzig bei der Bundestagswahl 1994 über die Landesliste Schleswig-Holstein in den Deutschen Bundestag ein. Bis zu seiner Berufung in die Bundesregierung leitete er in der 14. Wahlperiode den Arbeitskreis Innen- und Rechtspolitik der FDP-Bundestagsfraktion. 1987–1990 saß er in der Regierungskommission zur Verhinderung und Bekämpfung von Gewalt. 1989/90 beriet er die Mitglieder der Verfassungsgebenden Versammlung Namibias. Unmittelbar nach der Wende und friedlichen Revolution in der DDR lehrte er im Wintersemester 1990/91 an der Universität Rostock. 1991–1993 nahm er an den Verfassungsberatungen in Polen und Estland teil. 1991–1994 saß er in der Enquête-Kommission „Verfassungsreform“ Rheinland-Pfalz und in der Verfassungskommission Thüringen. Am 17. Januar 1996 wurde er als Bundesminister der Justiz in das Kabinett Kohl V berufen. Nach der Bundestagswahl 1998 schied er am 26. Oktober 1998 aus der Regierung aus. Von 1998 bis 2002 war er Mitglied der Parlamentarischen Kontrollkommission und der Enquete-Kommission „Recht und Ethik der modernen Medizin“. Nach seinem Ausscheiden aus dem Bundestag 2002 arbeitete er von 2003 bis 2004 in der Föderalismuskommission.
Unterlagen über seine politische Tätigkeit liegen im Archiv des Liberalismus der Friedrich-Naumann-Stiftung für die Freiheit in Gummersbach.

### Ehrenämter
Von 1997 bis 2004 war Schmidt-Jortzig Mitglied der Synode der Evangelischen Kirche in Deutschland. Von 2008 bis 2012 war er Vorsitzender des neuen Deutschen Ethikrates; von 2012 bis 2016 war er einfaches Mitglied. Von 2007 bis 2009 half er in Rostock beim (gescheiterten) Aufbau der Privaten Hanseuniversität. Seit 1999 ist er im Beirat Holsteiner Studienpreis des Corps Holsatia.

### Familie
Seit 1968 ist Schmidt-Jortzig verheiratet mit Marion geb. von Arnim. Aus der Ehe gingen vier Kinder hervor.

## Veröffentlichungen
- Karl Marx als Jurastudent, in: Hans-Joachim Priester, Hansjörg Heppe und Harm Peter Westermann: Praxis und Lehre im Wirtschaftsrecht. 10 Jahre Österberg Seminare. Mohr-Verlag, Tübingen 2018, doi:10.1628/978-3-16-156631-8.
- Rechtsfragen der Biomedizin. Logos, Berlin 2003, ISBN 978-3-89722-956-3.
- Rechtsprobleme der Verzahnung von Herrschaftsgewalt in Mehrebenensystemen. Heymann, Köln 2001, ISBN 3-452-25029-6.
- 40 Klausuren aus dem Verwaltungsrecht. Mit Lösungsskizzen, 6. Auflage. Luchterhand, Neuwied 1999, ISBN 978-3-472-03764-4.
- Thomas Dehler als liberaler Rechtspolitiker, in: Haus der Geschichte der Bundesrepublik Deutschland (Hrsg.): Thomas Dehler und seine Politik, Nicolaische Verlagsbuchhandlung, Berlin 1998, ISBN 3-87584-721-0, S. 91–96.
- mit Jürgen Makswit: Handbuch des kommunalen Finanz- und Haushaltsrechts, Aschendorff, Münster 1991, ISBN 978-3-402-04141-3.
- Kommunalrecht. Kohlhammer, Stuttgart, Berlin, Köln, Mainz 1982, ISBN 978-3-17-007316-6.
- Die Pflicht zur Geschlossenheit der kollegialen Regierung (Regierungszwang). Kohlhammer, Stuttgart 1973, ISBN 3-17-001219-3.

## Herausgeber
- mit Henning Voscherau (Hrsg.): Nordstaat. Interdisziplinäre Untersuchung zu Chancen und Risiken einer künftigen Zusammenarbeit oder Neugliederung norddeutscher Bundesländer, Universität Kiel Lorenz-von-Stein-Institut, Kiel 2007, ISBN 978-3-936773-28-6.
- Zeitschrift für Öffentliches Recht in Norddeutschland (NordÖR)